# Pico Duarte
Le Pico Duarte est une montagne située sur Hispaniola, en République dominicaine. Il constitue le point culminant du pays et de l'île, mais aussi des Caraïbes. Il a été nommé en l'honneur de l'un des Pères de la nation dominicaine, Juan Pablo Duarte. Il est situé dans le parc national José del Carmen Ramírez.

## Géographie

### Localisation
Le Pico Duarte appartient à la cordillère Centrale de l'île d'Hispaniola. Ce massif, l'un des cinq systèmes montagneux du pays, regroupe les principaux sommets du pays. La cordillère s'étend des plaines proches de Baní et de San Cristóbal, au sud, jusqu'au nord-ouest d'Haïti. Le sommet est situé sur le district municipal de Yaque-Buena Vista (commune de Bohechío (es)), dans la province de San Juan, mais le mont s'étend sur les communes de Constanza, Jarabacoa, Padre Las Casas et San José de las Matas.

### Topographie
Culminant à 3 098 mètres d'altitude, le Pico Duarte n'est distant de La Pelona que d'environ 1 500 mètres, ce dernier ayant une altitude de 3 094 mètres. Entre ces deux sommets se trouve la vallée de Lilís, un col à 2 950 mètres d'altitude. Les autres sommets environnants sont le Pico del Barraco (2 644 m), la Loma de la Viuda (2 801 m), de même que la Loma La Rusilla (3 038 m) et le Pico Yaque (2 761 m).

### Géologie
L'ensemble du massif est composé de roches d'origine volcanique, tonalite, basalte et granite, datant d'environ cent millions d'années. Le sommet est essentiellement formé de blocs granitiques. Il montre en outre des traces d'une activité glaciaire passée.

### Hydrographie
Le massif du Pico Duarte a une importance majeure sur l'hydrologie de la République dominicaine. Les deux principaux fleuves du pays y trouvent leur source : le Yaque del Norte, avec comme affluent la rivière Bao, et le Yaque del Sur, avec comme affluents les rivières Río Mijo, Río Grande et Río San Juan. Ces cours d'eau, tous pourvus de barrages, fournissent la majorité de l'eau potable aux centres urbains et alimentent les zones arides du Cibao, de la vallée de San Juan, ainsi que les plaines d'Azua et de Barahona. Ces barrages sont équipés de centrales hydroélectriques qui fournissent une part importante de l'énergie électrique du pays.
La ligne de partage des eaux sépare les bassins de la vallée du Cibao, au nord, et de la vallée de San Juan, au sud.

### Climat
Le climat est principalement influencé par les vents alizés qui soufflent de l'est et du nord-est, entraînant l'accumulation de nuages contre la cordillère qui provoque de fréquentes pluies. En raison de l'orientation nord-ouest sud-est du massif montagneux du Pico Duarte, les précipitations sont plus nombreuses sur la partie septentrionale et sur les collines situées à l'est. La végétation est ainsi plus verdoyante sur ces versants que sur la partie occidentale. En outre, selon l'effet de foehn, le versant sud est plus sec.
Même à une latitude de 19° nord, les températures peuvent descendre en dessous de 0 °C au sommet du Pico Duarte. Les moyennes oscillent entre 12 et 21 °C, mais, à l'aube, on a parfois relevé des températures négatives. En hiver, durant les mois de décembre et janvier, on peut apercevoir du givre au sol et, parfois, quelques flocons de neige aux premières heures du matin.

### Faune et flore
Le Pico Duarte est recouvert d'une forêt de pins endémiques de l'île, le Pinus occidentalis. Ces arbres sont souvent couverts de plantes épiphytes, comme le Tillandsia ou parasites comme le Dendropemon pycnophyllus (surnommé Comte du Pin). Parmi les arbustes, on rencontre des tamarins des collines (Weinmannia pinnata) ou des arbustes de bois amer (Garrya fadyenia), endémique de la République dominicaine et d'Haïti, et qui croît à haute altitude. Les sols très acides ne sont souvent recouverts que de Danthonia dominguensis ou d'Agrostis hyemalis. 40 % des plantes que l'on trouve dans la région sont endémiques, de même que 50 % des papillons et 35 % des oiseaux,.
Les températures basses pour la latitude, les vents forts et la végétation pauvre limite le développement de la faune. On y observe pourtant certaines espèces typiques de la région : la corneille des palmiers (Corvus palmarum), le chardonneret (Carduelis dominicensis), le Solitaire siffleur (Myadestes genibarbis), le Bec-croisé d'Hispaniola (Loxia megaplaga), dont la présence est directement lié à l'abondance de graines de pin, et le Trogon damoiseau (Priotelus roseigaster). Dans les plus basses altitudes, on aperçoit l'Amazone d'Hispaniola (Amazona ventralis), le pigeon à cou rouge (Patagioenas squamosa) et l'hirondelle dorée (Euchrysea Tachycineta). Parmi les mammifères, on constate la présence de l'almiqui paradoxal (Solenodon paradoxus) et du Hutia de Cuvier (Plagiodontia aedium), deux rongeurs habitant dans des nids de grandes feuilles. On rapporte aussi la présence de sangliers, descendants des animaux introduits sur l'île durant la période coloniale.
Un incendie survenu en 2003 a profondément modifié le paysage sur le flanc oriental de la montagne, mais, cinq années plus tard, la forêt carbonisée avait déjà laissé place à une végétation nouvelle.

## Histoire
Le consul britannique Robert H. Schomburgk, nommé en 1847 dans ce nouveau pays qu'était alors la République dominicaine, fut le premier à réussir l'ascension du Pico Duarte en 1851. Il appela ce pic Monte Tina et estima sa hauteur à 3 140 mètres. Il fallut attendre 1912 pour qu'un nouvel explorateur, le père Miguel Fuentes, botaniste, remette en cause les calculs de son prédécesseur : il estima cette fois la hauteur à 2 855 mètres. Quelques mois plus tard, Erik Leonard Ekman, botaniste suédois, escalada le mont Rucilla tout proche et estima la hauteur du Pico Duarte à 3 175 mètres.
Jusqu'au début du XXe siècle, les deux sommets étaient nommés La Pelona (littéralement : calvitie), en raison du manque de végétation. Pour les distinguer, Ekman utilisa les termes de Pelona Grande et Pelona Chica (respectivement la Grande Pelona et la Petite Pelona). Le 16 septembre 1936, le mont fut renommé Pico Trujillo, du nom du dictateur du pays. La même loi 1164 donnait une base légale aux mesures établies par Eckman. Son nom actuel de Pico Duarte lui a été donné en 1962, en l'honneur de l'un des Pères de la nation dominicaine, Juan Pablo Duarte ; l'autre sommet conserva seul l'ancien nom de Pico La Pelona.
En 2003, le professeur Kenneth H. Orvis, de l'Université du Tennessee, à Knoxville, calcula avec un GPS l'altitude du Pico Duarte à 3 098 mètres, avec une marge d'erreur de quatre mètres ; selon le même procédé ellipsoïde WGS 84, il détermina l'altitude du Pico La Pelona à 3 094 mètres. Cette controverse qui datait de plus de 150 années n'a cependant pas été entièrement levée, le gouvernement dominicain n'ayant pas officiellement confirmé l'altitude du Pico Duarte.

## Activités

### Tourisme
Des excursions sont fréquemment organisées pour réaliser l'ascension du Pico Duarte et permettent à environ 4 000 personnes d'accéder chaque année au point culminant du pays. Elles se multiplient durant le mois de janvier, en raison à la fois de la haute saison touristique et de la célébration de l'anniversaire de Juan Pablo Duarte, dont le buste a été érigé au sommet, à côté du drapeau dominicain. De nombreux sentiers bien entretenus permettent d'accéder à la cime. Les départs se font principalement de La Ciénaga, près de Jarabacoa, pour un parcours de 23,1 km et un dénivelé de 1 977 m. Certains marcheurs empruntent un sentier partant de San Juan de la Maguana, pour un périple de quatre jours. Ce type de tourisme est un moyen de revenu important pour les habitants de la région, qui fournissent la nourriture ou mettent à disposition des promeneurs des mules ou des chevaux de randonnée.

### Protection environnementale
Le Pico Duarte est situé à la limite des parcs nationaux José Armando Bermúdez (créé en 1956) et José del Carmen Ramírez (1958). Ces deux parcs sont associés à trois autres pour former une zone de protection écologique nommée « Madre de las aguas » (mère des eaux), qui recouvre la majeure partie de la cordillère Centrale.